# چراغ نفتی

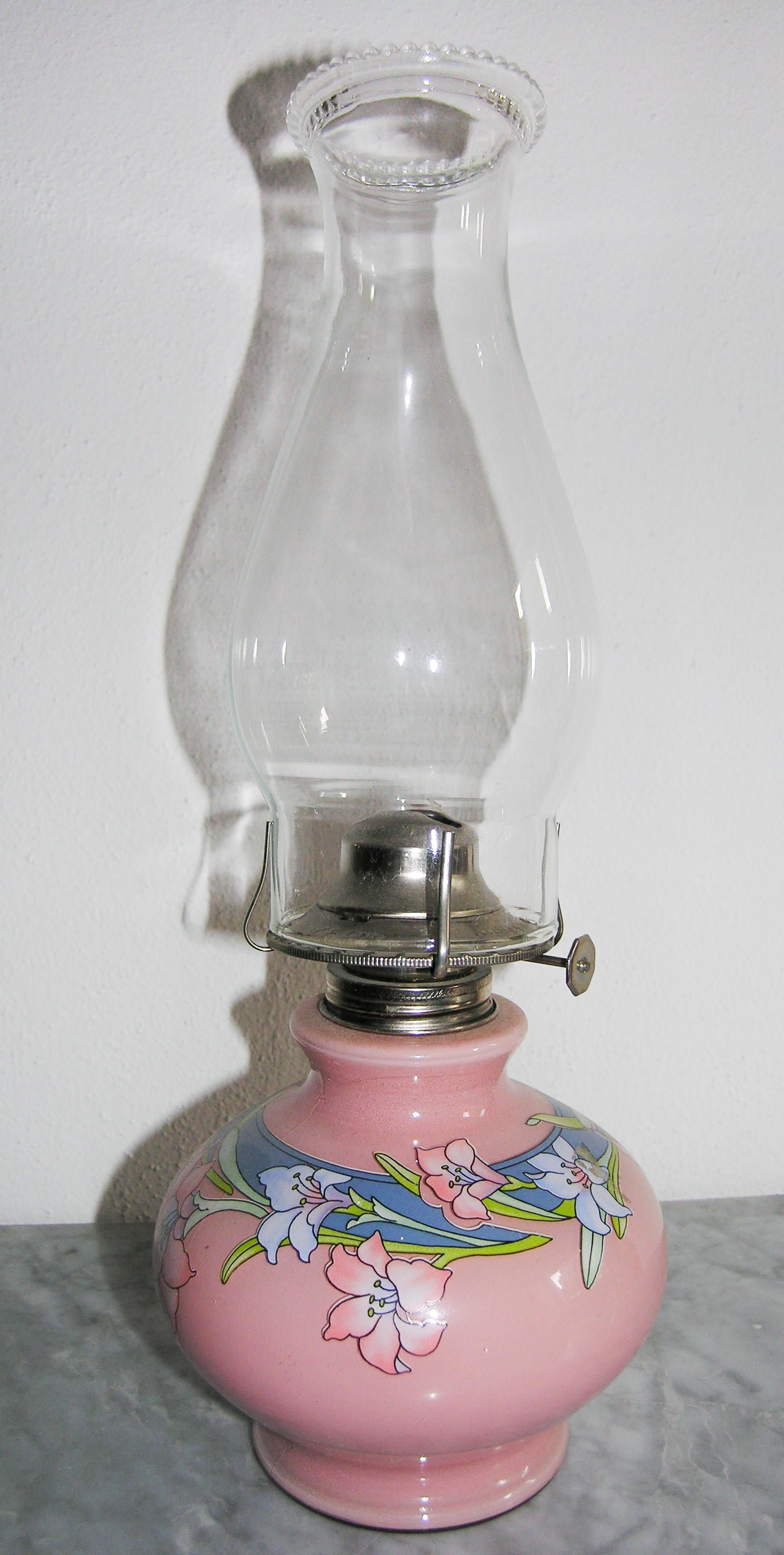
چراغ نفتی

چراغ نفتی یا لامپاچراغی است که ماده سوختنی آن نفت است و شامل لوله و سرپیچ می‌باشد. این چراغ در گذشته کاربرد داشته‌است، فتیله این نوع چراغ با آغشته شدن به نفت شعله‌ور می‌شود و در محفظهٔ شیشه‌ایایجاد نور می‌کند.
چراغ نفتی، چراغی است برای فرآوری و تولید روشنایی که سوخت آن نفت باشد.

## تاریخچه
در قرن نهم میلادی محمد زکریای رازی در کتاب الاسرار خود ساختمان دستگاه نفاطه یعنی چراغ نفتی را شرح می‌دهد.